# Amalberga de Maubeuge
Amalberga de Maubeuge, o Amalburga, Amàlia o Amèlia de Lobbes o de Binche (Lotaríngia, segle VII - Maubeuge, Nord, Nord-Pas de Calais, ca. 690). És venerada com a santa per diverses confessions cristianes.
No s'ha de confondre amb Santa Amalberga de Temse (venerada a Gant, Temse i Munsterbilzen), morta el 772.
Es deia que era neboda de Pipí de Landen i que es va casar amb un comte de nom Witger, duc de Lotaríngia i comte de Brabant. Fou la mare dels sants: Emebert, Reineldas, Faraïlda i Gúdula. Amalberga es va incorporar a la comunitat monàstica de Maubeuge cap al final de la seva vida.
Venerada com a santa, la seva festa és el 10 de juliol. El 10 de juny també es recorda el trasllat de les seves relíquies de Lobbes a Binche. La seva vida, Vita sanctae Amalbergae viduae fou probablement escrita per l'abat Hug de Lobbes (1033-1063) en 1033-1048. Moltes dades són copiades d'altres vides i són poc versemblants. Així, la vida del seu marit s'inspira en la del duc real Wigeric de Lotaríngia.